# Карансебешская епархия
Карансе́бешская епа́рхия (рум. Episcopia Caransebeșului) — епархия Румынской православной церкви с центром в городе Карансебеш, в историческом регионе Банат, в жудеце Караш-Северин в Румынии. Входит в состав Банатской митрополии.

## История
Первые сведения о православных епископах в Карансебеше относятся к концу XVII века. В 1775 году кафедра была переведена из Карансебеша в Выршец (Вршац). Согласно имперскому диплому от 8 июля 1865 года была образована Карансебешская епархия как православная епархия, которая охватывает «все румынские приходы, как уже существующие, так и те, что могут быть образованы в будущем на территории благочиний: Карансебеш, Мехадия, Лугож, Фэджет, Оравица, Жебел, Выршец, Паланка, Панчево и Чакова». Кафедральным собором стал старейший карансебешский храм XVIII века во имя великомученика Георгия Победоносца. Епархия вошла в состав автокефальной Германштадской митрополии, 23 апреля 1919 года Германштадтский синод принял решение о вхождении митрополии в Румынскую православную церковь в качестве её составной части.
5 февраля 1949 года в связи с изменившейся политической обстановкой в Румынии Карансебешская епархия была упразднена, её территория вошла в состав Тимишоарской архиепископии.
В 1994 году епархия возобновила свою деятельность.
В 1998 году Карансебешская духовная семинария получила статус высшего учебного заведения.
Статус кафедрального собора, который исторически имел Георгиевский собор в Карансебеше, с постройкой в 2010 году нового Воскресенско-Ильинского собора, был присвоен последнему.

## Епископы
В Германштадтской митрополии
- Иоанн (Попаcу)[рум.] (15 августа 1865 — 5 февраля 1889)
- Николай (Попя) (27 марта 1889 — 26 июля 1908)
- Мирон (Кристя) (3 мая 1910 — 23 апреля 1919)

В Румынской православной церкви
- Мирон (Кристя) (23 апреля 1919 — 18 декабря 1919)
- Иосиф (Бэдеску) (27 сентября 1920 — 11 июля 1933)
- Василий (Лэзэреску) (31 декабря 1933 — 12 июня 1940)
- Вениамин (Нистор) (8 июня 1941 — 5 февраля 1949)
- Емилиан (Бирдаш) (12 июля 1994 — 5 апреля 1996)
- Лаврентий (Стреза) (11 августа 1996 — 3 ноября 2005)
- Лукиан (Мик) (с 26 февраля 2006)[6]

## Монастыри
- Mănăstirea Călugăra (мужской; Ciclova Montană, jud. Caraș-Severin)
- Mănăstirea Vasiova (женский; comuna Bocșa, județ Caraș-Severin)
- Mănăstirea Slatina — Nera (женский; Com. Sasca Montană, jud. Caraş-Severin)
- Mănăstirea Almăj — Putna (мужской; Com. Prigor, sat Putna, jud. Caraş-Severin)
- Mănăstirea Brebu (женский; Com. Brebu, jud.Caraş-Severin)
- Mănăstirea Teiuș (мужской; prin parcul Teiuş, jud. Caraş-Severin)
- Mănăstirea Piatra Scrisă (мужской; Com. Armeniş, jud.Caraş-Severin)
- Schitul de pe Muntele Mic (мужской; Sat Borlova, com. Turnu Ruieni, jud. Caraş-Severin)
- Schitul Semenic (мужской; Com. Văliug, Staţiunea Semenic, jud. Caraş-Severin)
- Schitul Bogâltin (женский; Sat Bogâltin, Com. Cornereva, jud. Caraş-Severin)
- Schitul Poiana Mărului (женский; Com. Măru, Staţiunea Poiana Mărului, jud. Caraş-Severin)
- Mănăstirea Gornea — Sichevița (женский; Com. Sicheviţa, sat Gornea, jud. Caraş-Severin)
- Mănăstirea Băile Herculane (мужской; Nicolae Stoica de Haţeg (Vila Doboşanu), jud.Caraş-Severin)
- Schitul Feneş (мужской; Com. Armeneiş, sat Feneş, jud. Caraş-Severin)
- Schitul Nicolinţ (мужской; com. Nicolinţ, jud. Caraş-Severin)
- Schitul Vărădia (мужской; Vărădia, comună Vărădia, judeţ: Caraş-Severin)
- Schitul Reşiţa (мужской; Mun. Reşiţa, Dealul Mănăstirii, județ Caraş-Severin)
- Schitul Petroşniţa (женский; sat Petroşniţa, comuna Bucoşniţa, județ Caraş-Severin)